# قرطبة (محافظة)
محافظة كوردوبا هي إحدى محافظات الأرجنتين تنقسم إلى 26 مقاطعة صغيرة يطلق عليها اسم حزب. من أهم معالمها المقر الرئيسي لبنك مقاطعة قرطبة.

## توأمة
لقرطبة (محافظة) اتفاقيات توأمة مع:
- تشونغتشينغ

## أعلام
- لياندرو فرنانديز
- إزيكييل مانزانو
- غوستافو غوتي
- غونزالو ماروني
- آدا فالكون
- غاستون ألفاريس سواريز

## روابط إضافية
- Official Executive Power Site (بالأسبانية)
- Official Legislative Power Site نسخة محفوظة 20 يوليو 2011 على موقع واي باك مشين. (بالأسبانية)
- Official Judicial Power Site نسخة محفوظة 23 يوليو 2008 على موقع واي باك مشين. (بالأسبانية)
- La Voz del Interior daily Newspaper (بالأسبانية)
- La Mañana de Córdoba daily Newspaper (بالأسبانية)
- El Diario del Sur de Córdoba daily Newspaper edited in Villa María (بالأسبانية)
- Cordoba Regions
- Capillas y Templos de la Provincia de Córdoba - Argentina
- Tanti, en el corazón de Córdoba - Argentina
- Tourism in Cordoba Argentina. (بالأسبانية)